# Liste der Baudenkmäler in Hadern

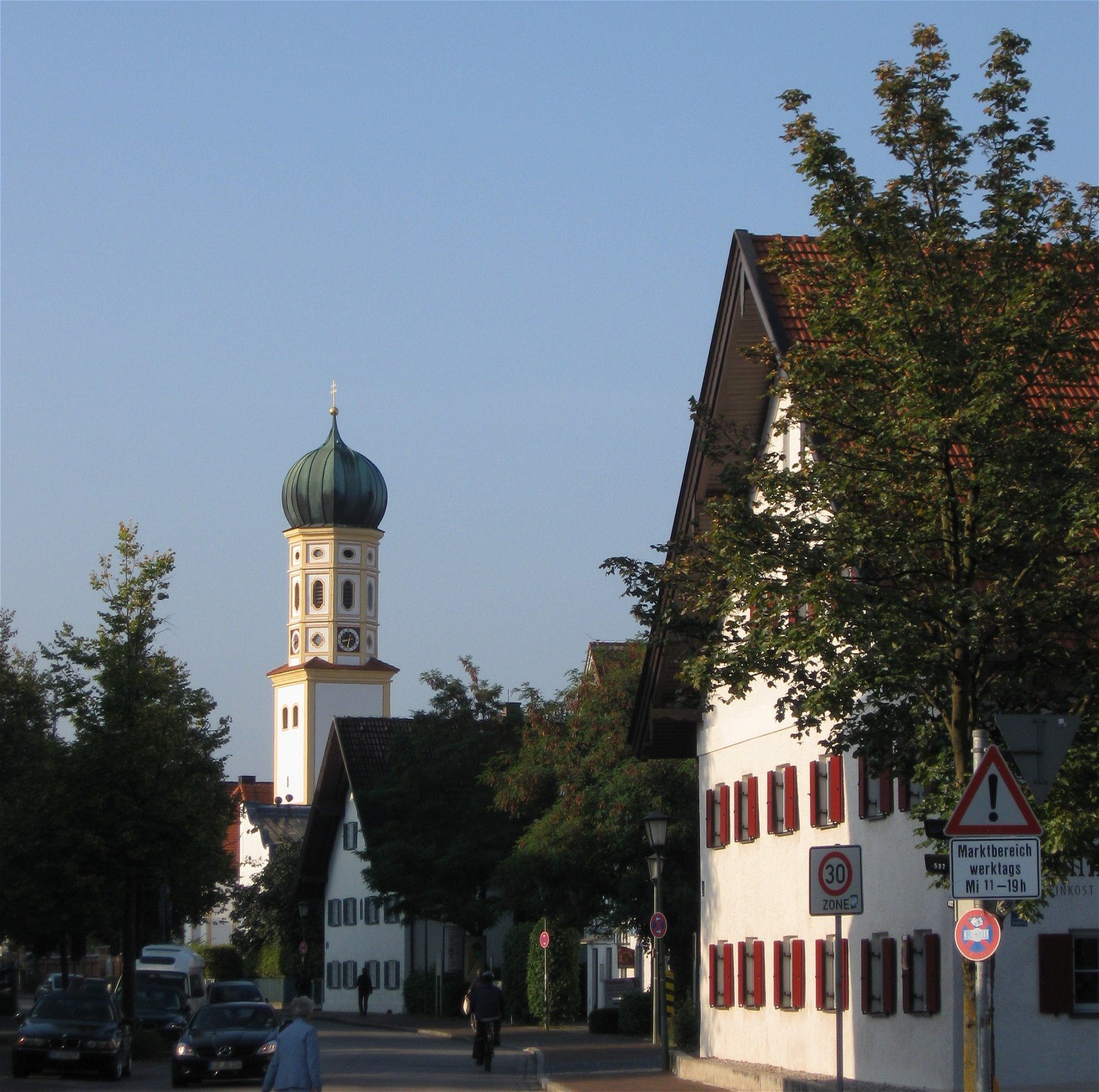
Heiglhofstraße mit St. Peter

Auf dieser Seite sind die Baudenkmäler im Münchner Stadtteil Hadern im gleichnamigen Stadtbezirk 20 aufgelistet. Zu diesen Baudenkmälern gibt es auch eine Bildersammlung und ein Fotoalbum mit ausgewählten Bildern.
Diese Liste ist Teil der Liste der Baudenkmäler in München. Grundlage ist die Bayerische Denkmalliste, die auf Basis des bayerischen Denkmalschutzgesetzes vom 1. Oktober 1973 erstmals erstellt wurde und seither durch das Bayerische Landesamt für Denkmalpflege geführt und aktualisiert wird. Die folgenden Angaben ersetzen nicht die rechtsverbindliche Auskunft der Denkmalschutzbehörde.

## Ensembles
- Großhadern. Das Dorf wurde im Jahre 1065 erstmals urkundlich erwähnt. Die Barockkirche St. Peter bildet zusammen mit einer fast geschlossenen Gruppe giebelständiger Bauernhäuser des 19. Jahrhunderts ein malerisches Bild, das zu den einprägsameren innerhalb des Münchener Burgfriedens gerechnet werden kann. (E-1-62-000-21)

## Einzelbauwerke
| Lage                                        | Objekt                               | Beschreibung | Akten-Nr.                | Bild                             |
| ------------------------------------------- | ------------------------------------ | --- | ------------------------ | -------------------------------- |
| Canisiusplatz 1 (Standort)                  | Katholische Pfarrkirche St. Canisius | Heimatstil, 1925–26 von Franz Rank | D-1-62-000-1048 Wikidata | weitere Bilder                   |
| Canisiusplatz 2 (Standort)                  | Volksschule                          | 1910 von Adolf Fraas und Emil Löwenstein, erweitert 1952 | D-1-62-000-1049 Wikidata | weitere Bilder                   |
| Fürstenrieder Straße 288 (Standort)         | Waldfriedhof                         | Großes Areal zwischen Fürstenrieder, Würmtal-, Kriegerheim-, Tischerstraße und Kastenallee, 1905–07 angelegt nach Entwurf von Hans Grässel; Erweiterungen zwischen 1910 und 1940. Die einzelnen Sektionen des Friedhofs im Wald oder in Lichtungen werden charakterisiert durch gleichartige Grabmäler: Holzkreuze, stehende und liegende Steine usw. Im Einzelnen zu nennen ist: Trauer- und Aussegnungshalle, 1905–07 von Hans Grässel; mit Ausstattung; Hauptportal, von Sphingen bekrönt; zwei Pförtnerhäuschen; Wegkapelle an der Fürstenrieder Straße; mit Ausstattung; St. Anastasia-Kapelle, 1932 von Hermann Leitenstorfer; mit Ausstattung; Kreuzigungsgruppe, 1903 von Georg Schreyögg, gegenüber der Trauerhalle. Die zahlreichen Grabmäler und Grabkapellen berühmter Persönlichkeiten sind häufig von bekannten Münchner Künstlern entworfen. | D-1-62-000-1968 Wikidata | weitere Bilder                   |
| Großhaderner Straße 52 (Standort)           | Kapelle St. Leonhard                 | Katholische Kapelle mit Dachreiter, um 1894–95; mit Ausstattung | D-1-62-000-2284 Wikidata | weitere Bilder                   |
| Großhaderner Straße 54 (Standort)           | Stürzerhof                           | Bauernhof, stattliche, dreiseitige Anlage mit Wohnstallbau, 19. Jahrhundert | D-1-62-000-2285 Wikidata | weitere Bilder                   |
| Guardinistraße 83 (Standort)                | Gemeindezentrum St. Ignatius         | Pfarrzentrum St. Ignatius, Rundbau aus mehreren Baukörpern; Pfarrkirche, zwölfeckiger Zentralbau mit Zeltdach; Kapelle, Gemeinderäume, Pfarrbüro, Kindergarten und Wohnungen zur Kirche spiralförmig angeordnete, ein- und zweigeschossige Bauten mit ringförmig verbundenen, gestuften Pultdächern, von Josef Wiedemann, 1977–79; Pfarrkirche mit Ausstattung, unter anderem von Blasius Gerg und Erhard Hößle, gleichzeitig. | D-1-62-000-9039          | weitere Bilder                   |
| Heiglhofstraße 1 (Standort)                 | Ehemaliges Bauernhaus                | zweigeschossiger Satteldachbau, 19. Jahrhundert | D-1-62-000-2445 Wikidata | Ehemaliges Bauernhaus            |
| Heiglhofstraße 4 (Standort)                 | Ehemaliges Bauernhaus                | stattlicher Wohnstall-Typ, im Kern wohl 18. Jahrhundert | D-1-62-000-2446 Wikidata | Ehemaliges Bauernhaus            |
| Heiglhofstraße 8/8a/8b (Standort)           | Ehemaliger Bauernhof                 | moderne Inschrift "Heiglhof 1279", 19. Jahrhundert; Nebengebäude mit halbem Schweifgiebel | D-1-62-000-2448 Wikidata | Ehemaliger Bauernhof             |
| Heiglhofstraße 10 (Standort)                | Katholische Kirche St. Peter         | im Kern mittelalterlich (1315), im 17. Jahrhundert umgestaltet; mit Ausstattung; um die Kirche Friedhof mit Mauer; Grabsteine. Im Dorfkern von Großhadern | D-1-62-000-2449 Wikidata | weitere Bilder                   |
| Heiglhofstraße 12/14 (Standort)             | Bauernanwesen                        | offene, dreiseitige Anlage, Wohnhaus im Kern 19. Jahrhundert | D-1-62-000-2450 Wikidata | Bauernanwesen                    |
| Heiglhofstraße 13 (Standort)                | Ehemaliges Bauern- und Wirtshaus     | jetzt Hotel, längsstehender Einfirstbau im Kern 19. Jahrhundert | D-1-62-000-2451 Wikidata | Ehemaliges Bauern- und Wirtshaus |
| Pelargonienweg (Standort)                   | Transformatorenhäuschen              | neuklassizistisch, mit Ecksäulen und Walmdach, Anfang 20. Jahrhundert; an der platzartigen Kreuzung mit dem Magnolienweg | D-1-62-000-5189 Wikidata | Transformatorenhäuschen          |
| Pelargonienweg 8 (Standort)                 | Villa                                | zweigeschossiger Mansarddachbau mit hohen Zwerchhausgiebeln und Zierfachwerk, im Heimatstil, von Rudolf Hofmann, 1909–10 | D-1-62-000-5188 Wikidata | weitere Bilder                   |
| Pfingstrosenstraße 14 (Standort)            | Villa                                | bayerischer Landhausstil, 1907–08 von Franz Böttge | D-1-62-000-5304 Wikidata | weitere Bilder                   |
| Pfingstrosenstraße 16 (Standort)            | Villa                                | eingeschossiger Mansardgiebeldachbau mit Balkonerkern, Zwerchhaus und Fachwerkgiebeln, im Heimatstil, von Rudolf Hofmann, 1909 | D-1-62-000-5305 Wikidata | Villa                            |
| Sauerbruchstraße 23 (Standort)              | Malerische Villa                     | zweigeschossiger Krüppelwalmdachbau in Ecklage, mit Versprung, polygonalem Eckerkerturm mit Spitzhelm und Holzbalkon, im Heimatstil, um 1900 | D-1-62-000-4207 Wikidata | Malerische Villa                 |
| Schlüsselblumenweg 7 (Standort)             | Wohnhaus                             | eingeschossiger Halbwalmdachbau mit Zwerchhaus und Balkonvorbau, im Reformstil, von Franz Böttge, 1907 | D-1-62-000-9635 Wikidata | Wohnhaus                         |
| Senftenauerstraße 111 (Standort)            | Katholische Pfarrkirche Fronleichnam | Zentralbau über elliptischem Grundriss in Nord-Süd-Ausrichtung, mit dem Haupteingang an der Nordseite; verputzter Stahlbetonbau mit Kupferblecheindeckung, an der Westseite Werktagskapelle und Turm angefügt; vorkragende Traufe mit Kassetten gegliedert; Mosaik über dem Eingangsportal; 1956/57 von Karl Jantsch in einer Mischung aus klassizisierendem Traditionalismus und Heimatstil errichtet; Kuppelgewölbe über ovalem Grundriss, in dessen einem Brennpunkt der Altar mit einem zur Hälfte in den Altar versenkten Tabernakel steht; mit Ausstattung. | D-1-62-000-7923 Wikidata | weitere Bilder                   |
| Nähe Tischlerstraße (Standort)              | Kriegsgräberstätte                   | Über unregelmäßigem Grundriss mit pyramidenartiger Gedenkhalle und Ehrenfriedhof für 3543 Opfer verschiedener Nationen der beiden Weltkriege; Gedenkhalle, in Form einer Teilpyramide aus segelförmigen Weißbetonplatten errichtet, mit dreieckigen Hallenwänden, senkrechtem Lichtspalt aus Kristallglas-Prismen und Eisenrelief mit Namen der Toten; Gräberfeld, in streng geometrischer Anordnung mit axialen Mittelweg und Kalksteinquadern mit Kreuzen am Ende der Sichtachsen, ein Wassergraben trennt die Gedenkhalle vom Gräberfeld; Einfriedung, Mauer aus Kalkstein und Beton; von Helmut Schöner-Fedrigotti; Gartengestaltung von Ludwig Roemer; 1960–65. | D-1-62-000-7948 Wikidata | weitere Bilder                   |
| Waldgartenstraße 84a/84b/84c/84d (Standort) | Ehemalige Kinderreichensiedlung      | Reihe von vier erdgeschossigen firstgeteilten Doppelhäusern mit flachgeneigten Satteldächern und geringem Dachüberstand, Holzständerbauten mit querliegender Verschalung der Erdgeschosse und stehender Giebelschalung, 1935/36. | D-1-62-000-11001         | Ehemalige Kinderreichensiedlung  |
| Würmtalstraße 113 (Standort)                | Weißes Bräuhaus                      | Eckbau im Stil des 17. Jahrhunderts, 1903 erbaut, 1927 erweitert. | D-1-62-000-7697 Wikidata | weitere Bilder                   |
| Würmtalstraße 126 (Standort)                | Ehemaliges Rathaus Großhadern        | 1930–31 von Ludwig Zwingmann, Versuch einer Verbindung von sachlichem und traditionellem Bauen. | D-1-62-000-7698 Wikidata | weitere Bilder                   |

## Abgegangene Baudenkmäler
| Lage                        | Objekt | Beschreibung                                      | Akten-Nr. | Bild |
| --------------------------- | ------ | ------------------------------------------------- | --------- | ---- |
| Heiglhofstraße 6 (Standort) |        | 1991 nach Abbruch aus der Denkmalliste gestrichen |           | BW   |